# Estudios de internet
Estudios de internet es un campo interdisciplinario que estudia las dimensiones sociales, psicológicas, pedagógicas, políticas, técnicas, culturales, artísticas y otras dimensiones del Internet, así como otras tecnologías de la información y la comunicación relacionadas. Si bien ahora los estudios de Internet se han extendido en todas las disciplinas académicas, hay una colaboración creciente entre estas investigaciones.  En los últimos años, los estudios de Internet se han institucionalizado en cursos de estudio en varias instituciones de Educación superior como la Universidad de Oxford, Universidad de Harvard, Escuela de Londres de Economía, Universidad de Tecnología Curtin, Universidad Brandeis, Universidad Endicott, Universidad Hebrea de Jerusalén, Universidad Estatal Apalache y la Universidad de Minnesota. Otros similares se encuentran en divisiones que llevan nombres como  "Internet y Sociedad", "sociedad virtual", "cultura digital", "nuevos medios de comunicación" o "medios de comunicación convergentes", varias "iSchools", o programas como "Medios de comunicación en Transición" en el Instituto Tecnológico de Massachusetts. En lo referente a la investigación, los estudios de Internet están relacionados con estudios de cibercultura, interacción persona-computadora, y estudios de ciencia y tecnología. Una serie de revistas académicas son clave para comunicar los resultados de las investigaciones. Entre ellas figuran Bad Subjects, Convergence: The Journal of Research into New media Technologies, Ctheory, Cyber Psychology + Behaviour, Computers in Human Behavior, First Monday, Information, Communication and Society, The Information Society, Journal of Computer-Mediated Communication, M/C, New Media & Society, tripleC: Journal for a Global Sustainable Information Society, Fibreculture Journal y TeknoKultura. Sin embargo, la investigación relacionada con estudios de Internet está presente en una amplia gama de encuentros y disciplinas. Internet y sociedad es un campo de estudio que aborda la interrelación entre el Internet y la sociedad, eso es: cómo la sociedad ha cambiado el internet y como el Internet ha cambiado la sociedad.
Los aspectos sociales relacionados al Internet han tomado notoriedad desde el crecimiento de la World Wide Web, los cuales pueden ser observados por el hecho de que revistas y diarios publican muchas historias sobre temas como relaciones por internet, ciberacoso, Web 2.0, delitos informáticos, ciberpolítica, economía de Internet, etc. La mayoría de las monografías científicas que han incluido Internet y sociedad en sus títulos de publicación son naturalmente teorías sociales. Internet y sociedad puede ser considerado como un abordaje esencialmente social y teórico de los estudios de internet.  

## Temas de estudio
Las disciplinas que contribuyen a los estudios de Internet contemplan:
- Comunicación mediada por ordenador: rol del correo electrónico, medios sociales, MMORPGs, charla en línea, blogs, y mensajear en procesos de comunicación
- Derechos digitales: privacidad, libertad de expresión, propiedad intelectual, y gestión de derechos digitales
- Mano de obra digital y la Economía de los Pequeños Encargos
- Arquitectura de internet: programación fundamental y arquitectura del Internet, como TCP/IP, HTML, CSS, CGI, CFML, DOM, JS, PHP, XML
- Cultura de internet: jerga de Internet, Cybercultura y música digital.
- Seguridad de internet: estructura y propagación de virus, malware, programas maliciosos, métodos de protección como antivirus y cortafuegos.
- Comunidades en línea: foros de Internet, blogs, y MMORPGs.
- Software de código abierto: capacidad de usuarios de Internet para colaborar para modificar, desarrollar, y mejorar piezas de software disponibles de forma gratuita
- Sociología del Internet: implicaciones sociales del Internet, nuevas redes sociales nuevas, sociedades en línea (comunidades virtuales), prácticas de identidad e interacción social en el Internet.
- Ciencia y Estudios de Tecnología: cómo y por qué tenemos las tecnologías digitales que tenemos, y cómo lo social da forma a su desarrollo.

## Autores clave
El trabajo fundamental para el desarrollo de los estudios de internet se encuentra en los estudios de la Sociedad de la Información y la Sociedad Red realizado por académicos como Manuel Castells, Mark Poster, Frank Webster, etc. Otros autores importantes son: en lo socio-psicológico Sherry Turtle y Robert Kraut; en lo socio-históricos como Abbate y Patrice Flichy;  en redes sociales Barry Wellman y Caroline Haythornwaite; en ciencia de la información Ronald Rice; en privacidad y vigilancia David Lyon y Philip Agre; en leyes y política de Lawrence Lessig, Andrew Chadwick y Jonathan Zittrain; y en innovación de Robin Williams, Robin Mansell y Steve Woolgar.  

## Historia
Como argumenta Barry Wellman, los estudios de internet pueden encontrar sus principios con la publicación de La Nación de Red de 1978 en la que prevalecían los científicos de la computación que se presentaban en eventos como la conferencia anual del CSCW conferencia. Rápidamente se les unían los investigadores de áreas empresariales y biblioteconomía y ciencias de la información. Hacia finales de 1990, se le prestaba más atención a las investigaciones sistemáticas sobre los usuarios y el uso de las nuevas tecnologías. En 1990, la rápida difusión del acceso a internet empezó a captar la atención de una serie de ciencias sociales y disciplinas humanas, incluyendo el campo de la comunicación. Algunas de estas investigaciones, como el Pew Internet & proyecto de Vida americana y el Proyecto de Internet Mundial, enmarcaron esta investigación en los términos de los abordajes tradicionales de las ciencias sociales, con más énfasis en usuarios de la tecnología que en la tecnología. 
En 1996, este interés se expresó también de otros modos. La Universidad de Georgetown empezó a ofrecer un máster en el tema y en la Universidad de Maryland, David Plata creó el Centro de Recursos para los estudios de la Cybercultura. La Universidad de Middlebury desarrolló Política de las Realidad Virtuales, uno de los primeros cursos de pregrado dedicado a explorar las implicaciones políticas, legales y normativas sobre la democracia liberal de Internet. Para 2001, el periódico The Chronicle of Higher Education notó que "estudios de internet" era una disciplina emergente por derecho propio -como lo sugirió el primer programa de pregrado en el área, ofrecido por la Universidad Brandeis; y notó que "quizás la señal más evidente del empuje de esta área" era la popularidad de la conferencia anual creada por la entonces naciente Asociación de Investigadores de Internet.
Desde una perspectiva especialmente sociológica, James Slevin (2000) desarrolla una teoría social del Internet basada principalmente en la línea de pensamiento fundada por el sociólogo británico Anthony Giddens. Por su parte, Christian Fuchs (2008) da cuenta de una teoría social basada en los trabajos de Teoría Crítica de académicos como Herbert Marcuse, por el concepto de autoorganizacion, y por el pensamiento neo-marxista.
Aproximaciones más recientes del estudio de internet se han concentrado en situar el uso de la tecnología en contextos sociales particulares y en entender como el uso se relaciona con cambios sociales e institucionales. 

## Organizaciones académicas
- Los nombres se encuentran traducidos al español y las siglas se mantuvieron según sus iniciales en inglés:
- Sociedad Americana para la Ciencia de la Información y Tecnología (ASIST)
- Sección de Tecnologías de la Comunicación e Información de la Asociación Sociológica Americana (CITASA)
- Asociación de Investigadores de Internet (AoIR)
- División de Comunicación y Tecnología de la Asociación para la Educación en Periodismo y Comunicación de Masas (CTEC)
- Asociación de los Sistemas Informáticos (ACM)
- Asociación Europea para el Estudio de Ciencia y Tecnología
- Grupo Permanente de Internet y Políticas (SG) del Consorcio Europeo para la Investigación Política (ECPR)
- División de Comunicación y Tecnología (CAT) de la Asociación Internacional de Comunicación
- Asociación Internacional para la Investigación de Medios y Comunicación
- División de Comunicación Humana y Tecnología (HCTD) de la Asociación Nacional de Comunicación (NCA)
- Sociedad para los Estudios Sociales de la Ciencia

## Otras lecturas
- Society and the Internet (Sociedad e Internet) Un libro que presenta un panorama general sobre el tema publicado por la Universidad de Oxford.

- Datos: Q6056054